# Epirinus pseudorugosus
Epirinus pseudorugosus är en skalbaggsart som beskrevs av Medina och Clarke H. Scholtz 2005. Epirinus pseudorugosus ingår i släktet Epirinus och familjen bladhorningar. Inga underarter finns listade i Catalogue of Life.